# Zygogynum
Zygogynum är ett släkte av tvåhjärtbladiga växter. Zygogynum ingår i familjen Winteraceae.

## Dottertaxa tillZygogynum, i alfabetisk ordning[1]
- Zygogynum acsmithii
- Zygogynum amplexicaule
- Zygogynum archboldianum
- Zygogynum argenteum
- Zygogynum bailloni
- Zygogynum bicolor
- Zygogynum bullatum
- Zygogynum burttianum
- Zygogynum calophyllum
- Zygogynum calothyrsum
- Zygogynum clemensiae
- Zygogynum comptonii
- Zygogynum crassifolium
- Zygogynum cristatum
- Zygogynum cruminatum
- Zygogynum fraterculus
- Zygogynum glaucum
- Zygogynum gracile
- Zygogynum haplopus
- Zygogynum howeanum
- Zygogynum idenburgensis
- Zygogynum kajewskii
- Zygogynum longifolium
- Zygogynum mackeei
- Zygogynum megacarpum
- Zygogynum monocarpum
- Zygogynum montanum
- Zygogynum oligocarpum
- Zygogynum oligostigma
- Zygogynum pachyanthum
- Zygogynum pancheri
- Zygogynum pauciflorum
- Zygogynum polyneurum
- Zygogynum pomiferum
- Zygogynum queenslandianum
- Zygogynum schlechteri
- Zygogynum semecarpoides
- Zygogynum sororium
- Zygogynum stipitatum
- Zygogynum sylvestre
- Zygogynum tanyostigma
- Zygogynum tieghemii
- Zygogynum umbellatum
- Zygogynum vieillardii
- Zygogynum vinkii